# Saftporling
Die Einteilung der Lebewesen in Systematiken ist kontinuierlicher Gegenstand der Forschung. So existieren neben- und nacheinander verschiedene systematische Klassifikationen. 
Das hier behandelte Taxon ist durch neue Forschungen obsolet geworden oder ist aus anderen Gründen nicht Teil der in der deutschsprachigen Wikipedia dargestellten Systematik.
Die Saftporlinge waren früher eine einzige Pilzgattung, die Arten mit poroiden und besonders saftig-weichfleischigen Fruchtkörpern vereinte. Sie wurden inzwischen aufgrund phylogenetischer Erkenntnisse in mehrere Gattungen gesplittet.

## Verwandtschaft
Der Postia-Oligoporus-Komplex wird seit 2003 von einer Gruppe Mykologen des Botanischen Museums der Universität Helsinki in Finnland (Makro- und Mikroskopische Studien) und der Universität Göteborg in Schweden (Molekulare Phylogenie) untersucht. Dmitry Schigel, Tuomo Niemelä, Karl-Henrik Larsson und Ellen Larsson hatten für den 8. Internationalen Mykologischen Kongresses im August 2006 ein Poster mit dem Titel „Phylogeny of the Postia-Oligoporus complex of poroid basidiomycetes“ erstellt und dort den Stand ihrer Forschungsarbeit zusammengefasst.
Demnach gehört der Postia-Oligoporus-Komplex in die Kammpilzverwandtschaft (phlebioid clade) der Ständerpilze, die sowohl Arten mit porlings- als auch rindenpilzartigen Fruchtkörpern umfasst. Das auf dem Poster abgebildete Kladogramm zeigt, dass der Komplex monophyletisch, aber heterogen ist. Die untersuchten Arten zählen also zum gleichen Verwandtschaftszweig, können sich aber in ihren Merkmalen deutlich voneinander unterscheiden.
Eine 2018 veröffentlichte Studie chinesischer Mykologen separierte noch einige weitere Gattungen aufgrund unterschiedlicher Merkmale der Arten und ihrer Verwandtschaft untereinander.

## Systematik
Es werden folgende Gattungen unterschieden:
- Amaropostia B.K. Cui, L.L. Shen &Y.C. Dai mit dem Bitteren Saftporling – Amaropostia stiptica (Pers.) B.K. Cui, L.L. Shen & Y.C. Dai als Typusart[1]
- Calcipostia B.K. Cui, L.L. Shen & Y.C. Dai mit dem Getropften Saftporling – Calcipostia guttulata (Sacc.) B.K. Cui, L.L. Shen & Y.C. Dai – als Typusart[1]
- Cyanosporus McGinty mit dem Blauenden Saftporling – Cyanosporus caesius  (Schrad.) McGinty – als Typusart[1]
- Cystidiopostia B.K. Cui, L.L. Shen & Y.C. Dai mit Cystidiopostia hibernica (Berk. & Broome) B.K. Cui, L.L. Shen & Y.C. Dai als Typusart[1]
- Fuscopostia B.K. Cui, L.L. Shen & Y.C. Dai mit dem Fleckenden Saftporling – Fuscopostia fragilis (Fr.) B.K. Cui, L.L. Shen & Y.C. Dai – als Typusart[1]
- Oligoporus Bref.[2] mit dem Gelben Saftporling – Oligoporus rennyi (Berk. & Broome) Donk[3]:S.214 – als Typusart[1]
- Osteina Donk mit dem Knochen-Saftporling – Osteina obducta (Berk.) Donk – als Typusart[1]
- Postia Fr.[4] mit dem Grauweißen Saftporling – Postia lactea (Fr.) P. Karst.[5]:S.17 – als Typusart.[1]

Außerhalb des Zentrums wurden noch einige unabhängige Artengruppen bestimmt, darunter
- die zu den Braunfäuletrameten – Antrodia P. Karst.[6]:S.40 – zählende Gruppe um Postia mappa (Overh. & J. Lowe) M.J. Larsen & Lombard[7]:S.272 sowie die beiden Kleingattungen
- Rhodonia Niemelä[8]:S.79 mit dem Rosafarbenen Saftporling – Rhodonia placenta (Fr.) Niemelä, K.H. Larss. & Schigel[8]:S.79 – und
- Spongiporus Murrill[9]:S.454 mit dem Geschlitztporigen Saftporling – Spongiporus undosus 	(Peck) A. David[10]:S.41.

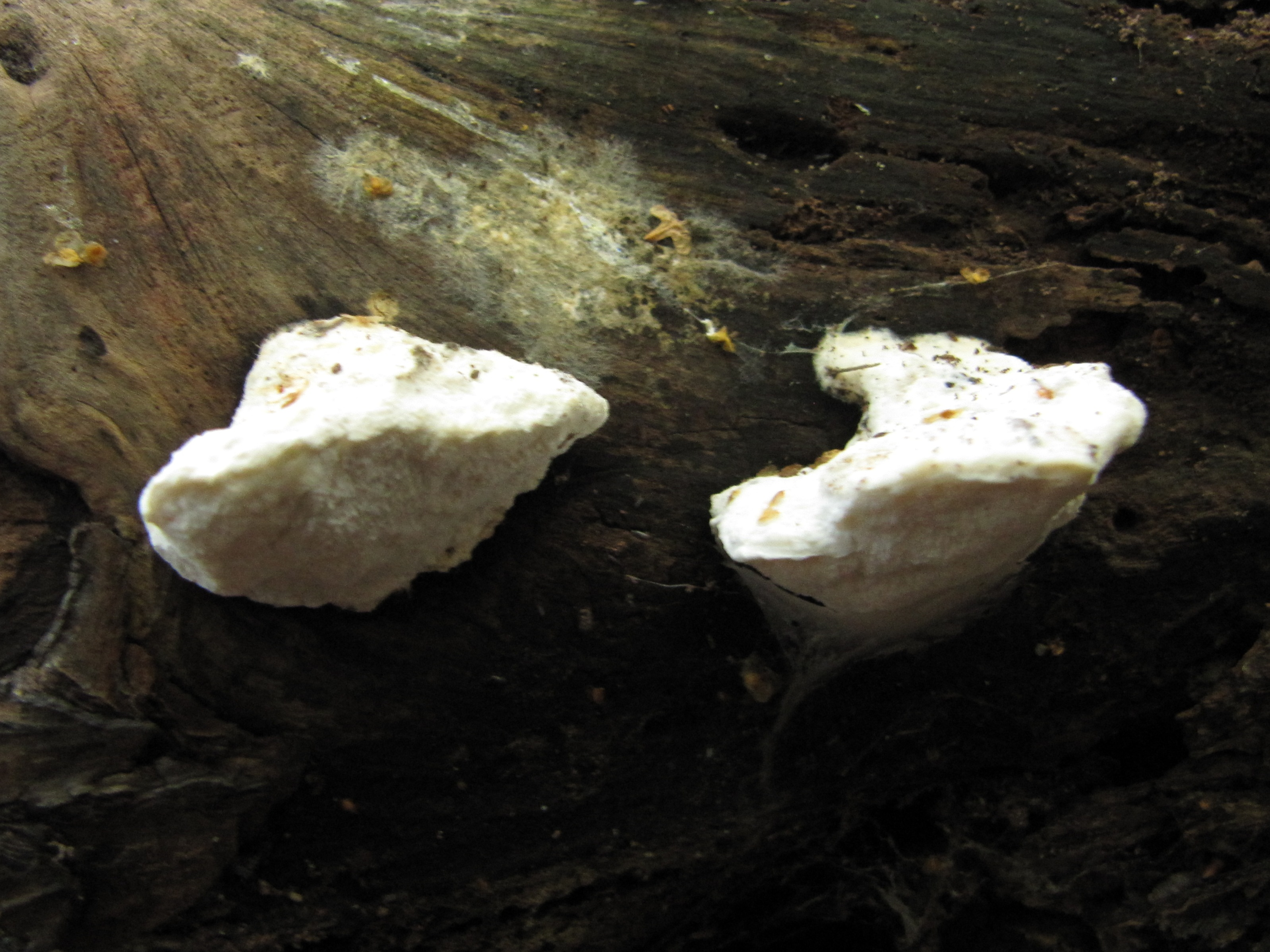
Bitterer Saftporling Amaropostia stiptica
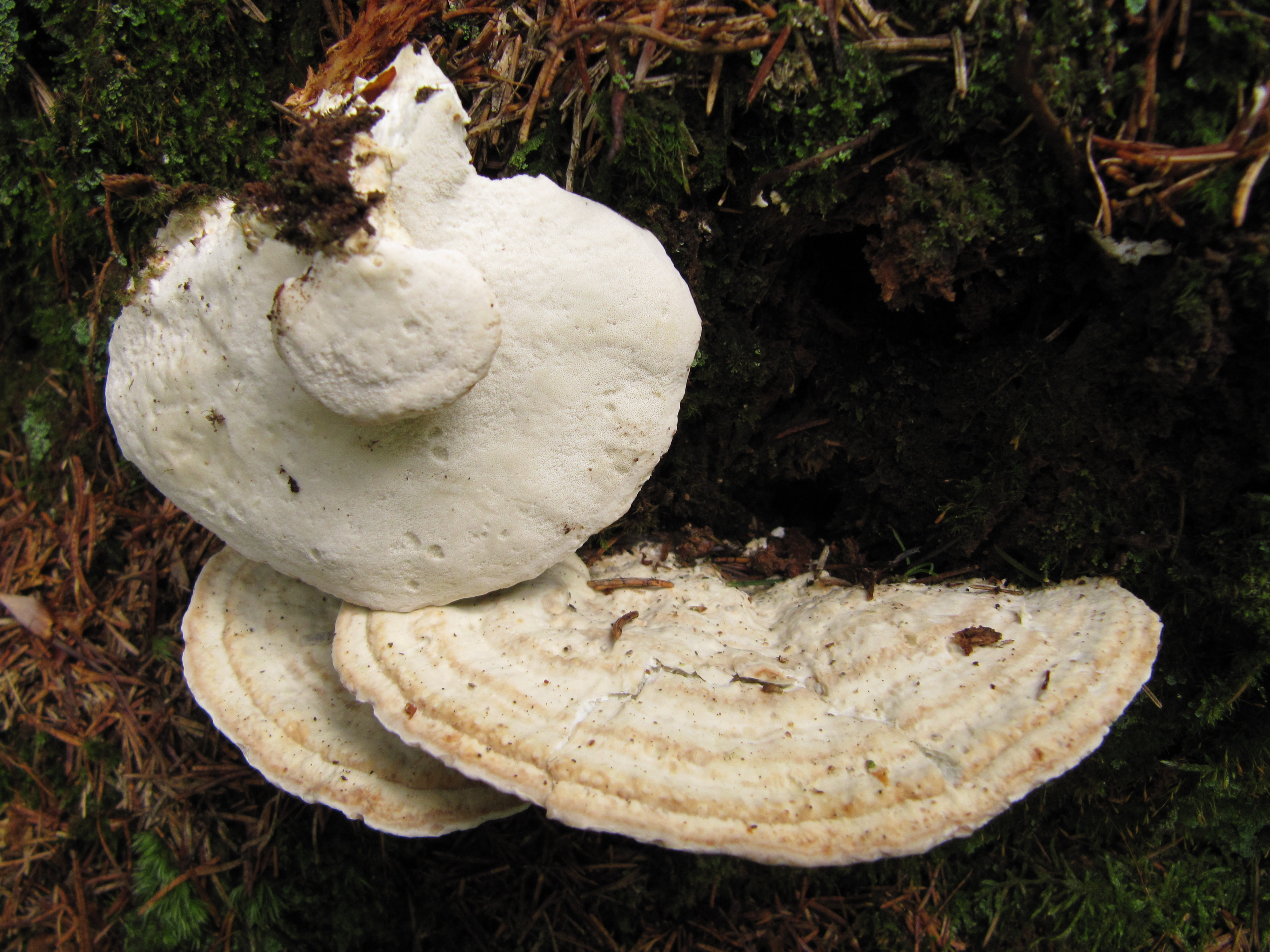
Getropfter Saftporling Calcipostia guttulata
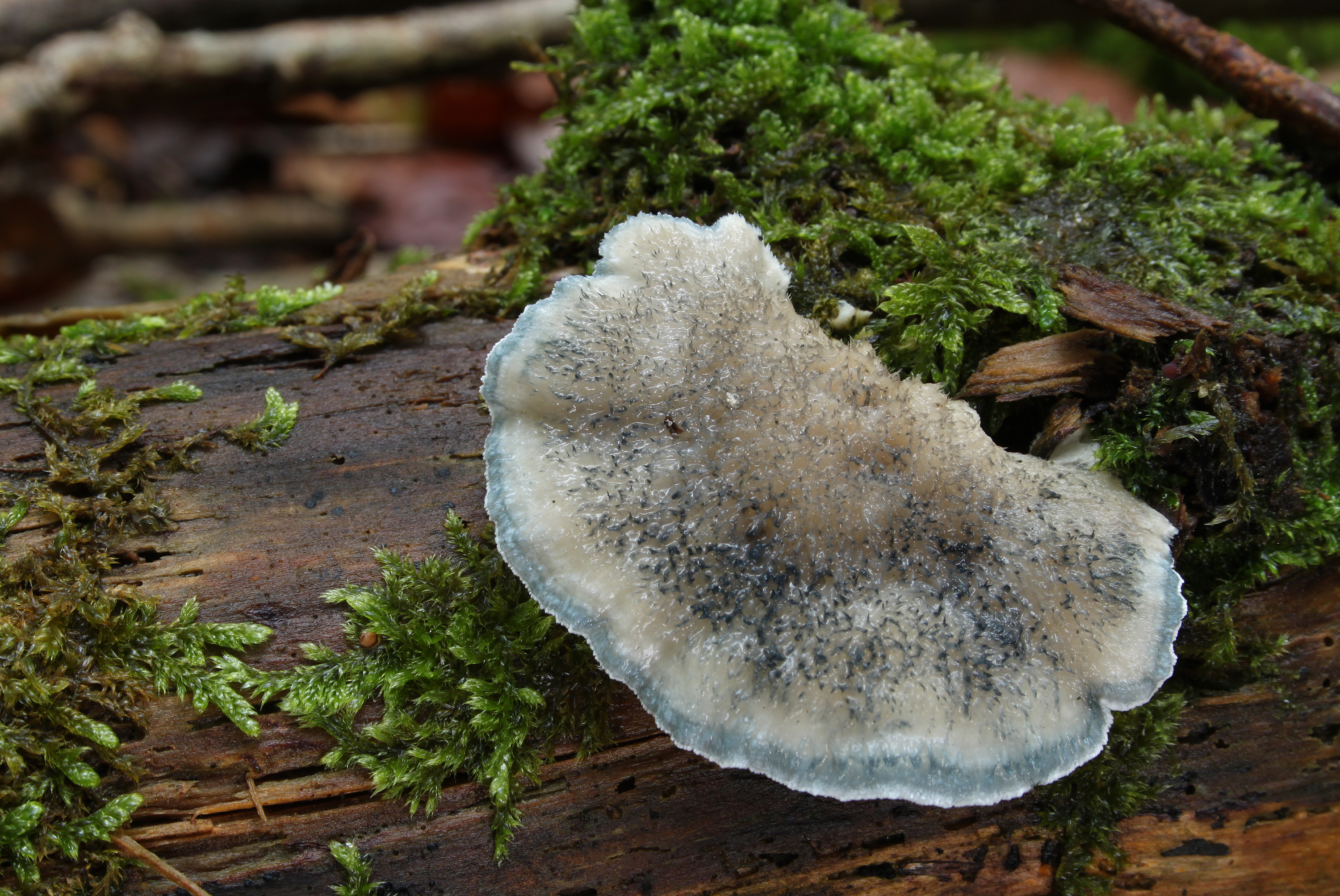
Blauender Saftporling Cyanosporus caesius
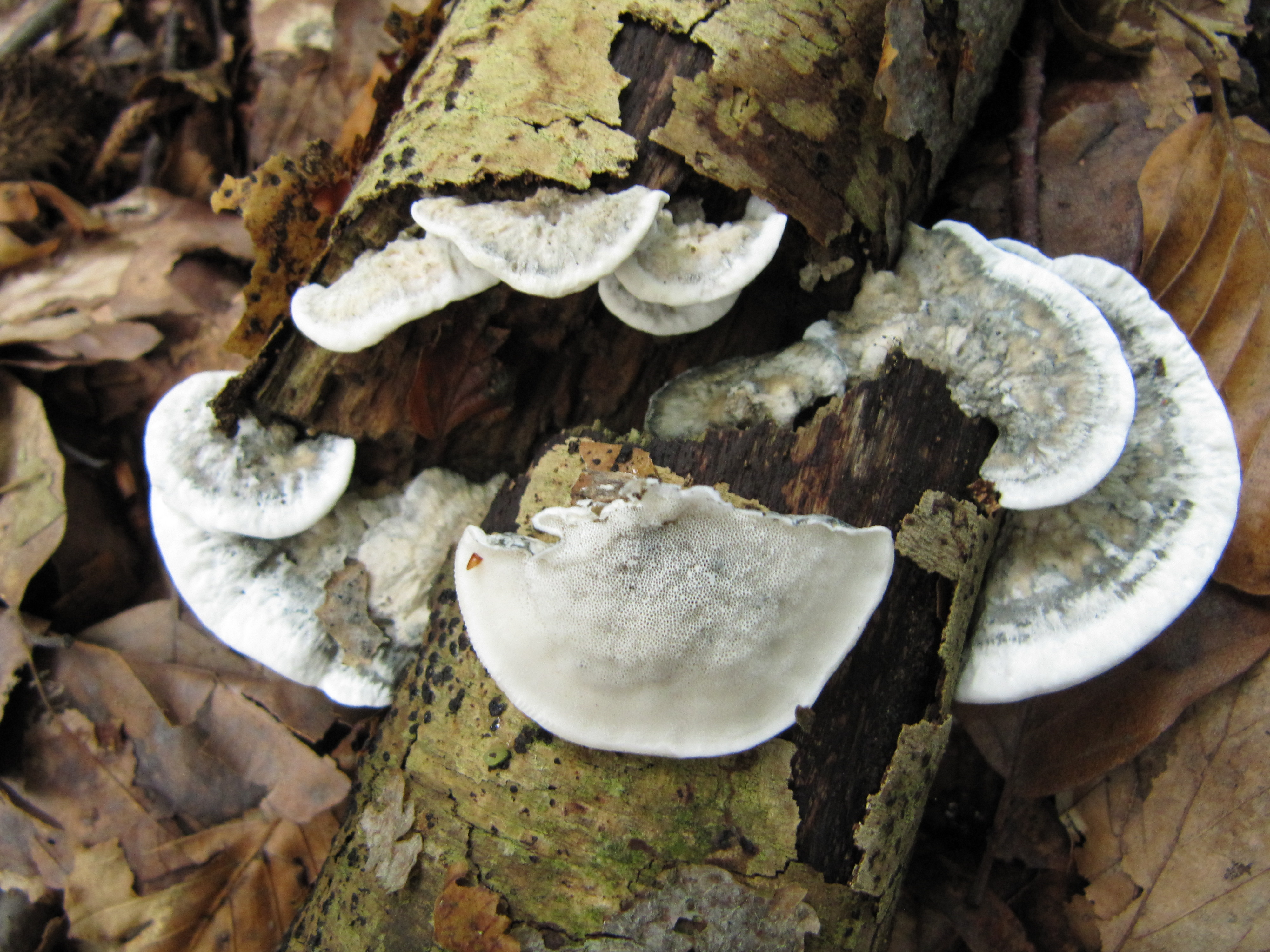
Fastblauer Saftporling Cyanosporus subcaesius
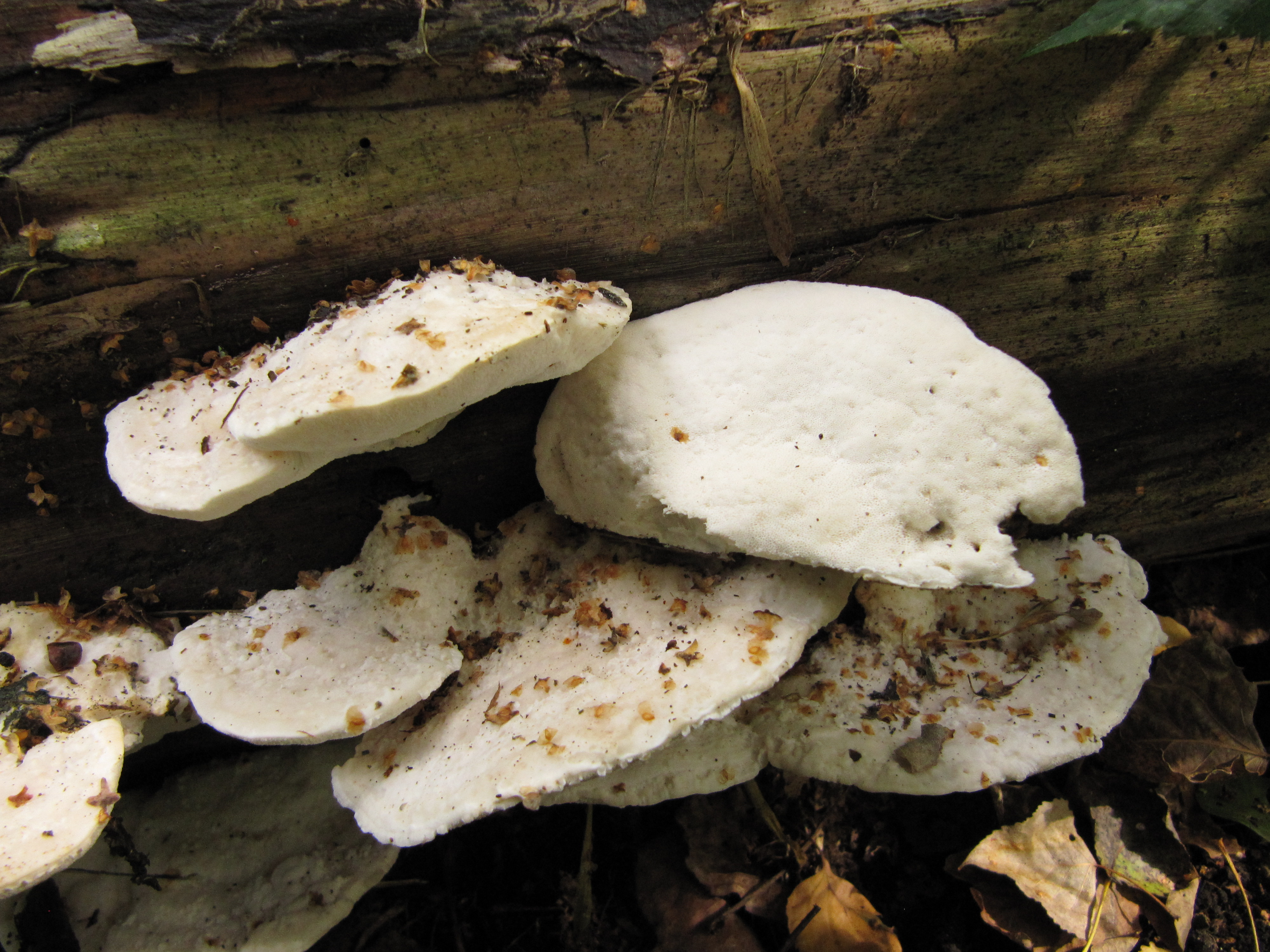
Grauweißer Saftporling Postia lactea